# Crosbycus graecus
Crosbycus graecus is een hooiwagen uit de familie Ceratolasmatidae.